# Bobtail americano
Bobtail Americano é uma raça de gato desenvolvida nos Estados Unidos.

## Origem
Essa raça é rara fora dos  Estados Unidos. Por volta de 1965, um casal de norte-americanos foram em ferias no Arizona perto de uma reserva de índios, observaram um gato de aspecto selvagem que possuía uma cauda curta e erguida sobre o dorso. O adotaram, batizando de Yodie. Foi cruzado com Mishi, uma gata Siamesa. Um gato resultante desse acasalamento foi, posteriormente, cruzado com um gato creme, dando origem a essa raça.
A principal característica do Bobtail Americano é sua cauda encurtada, resultante de uma mutação provocada por um gene dominante. Originalmente, o seu pelo era curto. Com a introdução de gatos persas e himalaias, a pelagem passou a ser semilonga. A raça foi reconhecida pela T.I.C.A em 1989.